# Joel Qwiberg
Joel Qwiberg (Bogotá, Colombia, 19 de octubre de 1992) es un exfutbolista colombo-sueco.

## Vida personal
Joel nació en la capital de Colombia, Bogotá, en el año 1992 y fue dado en adopción a los pocos meses a una familia sueca compuesta por una madre docente y un padre militar. Aunque él no cuenta mucho sobre el tema quiere conocer a su verdadera familia en un futuro cercano y se siente orgulloso de su país natal.

## San Jose Earthquakes
Fichó en 2018 para el equipo 'Terremoto' por pedido del DT sueco Maikael Stahre, quien ya lo había dirigido en la liga sueca, sumado a que él quería estar más cerca de la cultura latina, factores que facilitaron mucho la transferencia.
Solo jugó 58 minutos en un partidos de la MLS el 4 de abril ante Philadelphia Union y estuvo como suplente en cuatro encuentros. Con poco rodaje fue cedido entre mayo y junio al Reno 1868 de la USL para 3 partidos siendo titular y regresando a inicios de julio al San Jose Earthquakes en un partido amistoso ante el Manchester United donde disputaría 45 minutos del encuentro. 
Dejó el club el 2 de marzo de 2019, antes del inicio de la temporada 2019, por mutuo acuerdo.
El 30 de marzo de 2020 anunció su retirada.

## Clubes
| Club                 | País           | Año       |
| -------------------- | -------------- | --------- |
| FC Gute              | Suecia         | 2011      |
| Vasalunds IF         | Suecia         | 2012-2014 |
| Den Bosch            | Países Bajos   | 2014      |
| Vasalunds IF         | Suecia         | 2015      |
| Brommapojkarna       | Suecia         | 2015-2017 |
| Reno 1868            | Estados Unidos | 2018      |
| San Jose Earthquakes | Estados Unidos | 2018-2019 |
| Örgryte IS           | Suecia         | 2019      |

## Estadísticas
| Club             | Temporada | Liga | Liga  | Copa nacional | Copa nacional | Copa Internacional | Copa Internacional | Total | Total |
| Club             | Temporada | PJ   | Goles | PJ            | Goles         | PJ                 | Goles              | PJ    | Goles |
| ---------------- | --------- | ---- | ----- | ------------- | ------------- | ------------------ | ------------------ | ----- | ----- |
| FC Gute          |           |      |       |               |               |                    |                    |       |       |
| 2011             | 20        | 2    | -     | -             | -             | -                  | 20                 | 2     |       |
| Total            | 20        | 2    | 0     | 0             | 0             | 0                  | 20                 | 2     |       |
| Vasalund         |           |      |       |               |               |                    |                    |       |       |
| 2012             | 16        | 0    | 0     | 0             | -             | -                  | 16                 | 0     |       |
| 2013             | 15        | 1    | 1     | 0             | -             | -                  | 16                 | 1     |       |
| 2014             | 11        | 1    | 0     | 0             | -             | -                  | 11                 | 1     |       |
| 2015             | 20        | 0    | 1     | 0             | -             | -                  | 21                 | 0     |       |
| Total            | 64        | 2    | 2     | 0             | 0             | 0                  | 66                 | 2     |       |
| Den Bosch (loan) |           |      |       |               |               |                    |                    |       |       |
| 2014-2015        | 1         | 0    | -     | -             | -             | -                  | 1                  | 0     |       |
| Total            | 1         | 0    | 0     | 0             | 0             | 0                  | 1                  | 0     |       |
| Brommapojkarna   |           |      |       |               |               |                    |                    |       |       |
| 2015             | 0         | 0    | 3     | 0             | -             | -                  | 3                  | 0     |       |
| 2016             | 25        | 1    | 3     | 0             | -             | -                  | 28                 | 1     |       |
| 2017             | 30        | 0    | 1     | 0             | -             | -                  | 31                 | 0     |       |
| Total            | 55        | 1    | 7     | 0             | 0             | 0                  | 62                 | 1     |       |
| San Jose         |           |      |       |               |               |                    |                    |       |       |
| 2018             | 3         | 0    | 1     | 0             | -             | -                  | 4                  | 0     |       |
| Total            | 3         | 0    | 1     | 0             | 0             | 0                  | 4                  | 0     |       |
| Total carrera    |           | 141  | 5     | 10            | 0             | 0                  | 0                  | 152   | 5     |